# Severina Vučković
Severina Vučković, de asemenea cunoscută sub numele său de scenă Severina, (n. 21 aprilie, 1972 în Split, Croația) este o cântăreață croată de muzică pop și actriță. Severina este una din cântărețele participante la concursul Eurovision din anul 2006.

## Biografie
S-a născut pe 21 aprilie 1972 în Split, Croația. Ca și copil a luat parte la multe festivaluri și muzicaluri pentru copii. La vârsta de 17 ani a înregistrat primul ei album Severina pentru compania croată Orfej. În 1991 a început colaborarea cu Tutico și în scurt timp a devenit una dintre cele mai mari staruri din muzica croată. A câștigat numeroase premii la festivaluri, iar albumele ei au fost vândute intr-un număr mare de exemplare.
În 2004, a fost subiectul unui imens scandal sexual, după ce, pe internet, au apărut imagini cu ea facând sex cu omul de afaceri Milan Lucici. Faptul că aceste imagini o arătau împreună cu un bărbat însurat a șocat publicul croat. Severina a dat în judecată website-ul care a difuzat imaginile, dar cazul a fost clasat de Curtea Districtuală Zagreb.
În 2006, a câștigat Concursul Dora cu piesa Moja Štikla, ajungând apoi, cu aceeași piesă, să reprezinte Croația la Eurovision-ul de la Atena.